# Aleksandr Gucaluk
Aleksandr Aleksandrowicz Gucaluk (ur. 15 stycznia 1988 w Krasnodarze) – rosyjski siatkarz, grający na pozycji środkowego. 

## Sukcesy klubowe
Superpuchar Rosji:
- 2011, 2015, 2016, 2017

Klubowe Mistrzostwa Świata:
- 2017
- 2015, 2016
- 2011

Liga Mistrzów:
- 2012, 2013, 2015[3], 2016, 2017, 2018

Mistrzostwo Rosji:
- 2012, 2015[4], 2016, 2017, 2018

Puchar Rosji:
- 2014, 2015, 2016, 2017

Puchar Challenge:
- 2019

## Sukcesy reprezentacyjne
Letnia Uniwersjada:
- 2011

## Nagrody indywidualne
- 2015: Najlepszy środkowy Klubowych Mistrzostwa Świata